# San Pellegrino Terme
San Pellegrino Terme je obec v Itálii, v provincii Bergamo, v oblasti Lombardie. Obcí protéká řeka Brembo. Stáčí se zde minerální voda San Pellegrino. V obci se nachází několik secesních budov, např. Casinò, Grand Hotel a Terme. Po uzavření Grand Hotelu v roce 1979 obec zažila úpadek.

## Partnerská města
- Burgdorf, Švýcarsko
- Larino, Itálie
- La Salle-les-Alpes, Francie